# 國光異校
《國光異校》（英語：Strange School），是一部台灣偶像劇，共有23集，笙華國際傳播製作。2006年7月21日於中視首播（逢星期五21點30分），並於同年7月29日在中天綜合台緊隨播放（逢星期六21點整）。

## 故事簡介
看一間只有七個學生的學校！如何靠著全校師生的努力讓學校度過關閉的危機？看一個來自美國德州的開朗少女，如何憑藉著信心跟勇氣，幫助自己跟身邊的人找到夢想與幸福...
一個來自美國德州的17歲開朗少女—萬海棠，懷抱著對演藝事業的滿心憧憬獨自地來到台灣，尋找那間母親口中、曾經培育出許多優秀的演藝人員的學校－國光藝校，希望自己日後也能成為優秀的女演員......。
海棠的母親曾是國光藝校的校友，不過還沒畢業就遠嫁到美國德州，所以一直以未能開拓自己的演藝事業，只能一輩子埋沒在美國德州鄉野而感到遺憾。而海棠也因為從小受到母親的影響，對國光藝校產生無限的嚮往。一直以來都以能夠成為優秀的女演員為人生目標的她，終於來到夢想中的校園。
然而當海棠走進校園時，卻發現空無一人，一間間的教室全是空的，正感到一陣陰風吹過，心裡微微地發毛，這時竟出現了老校工馬爺爺。透過馬爺爺的指點，海棠總算找到了校長室，但卻聽到裡面有爭執。她意外的發現年輕的學校財務長思樂原來是校長的女兒，更無意間聽到學校的前財務長不但捲款潛逃，老師過完暑假後，也沒有一個回來。更糟的是，全校只有七個學生！天哪！這樣的學校要怎麼經營下去？
還好學校有提供宿舍，雖然簡單，但海棠總算有個落腳的地方。她結識了同是室友兼同學的闕琉璃和喵子。但是琉璃總是對人冷漠，不時地看書，面對書的時間比面對人多。喵子卻是只跟貓講話的女孩。
而隔壁的男生宿舍只住著四個男生，總是板著臉的正熙，富家怪子弟的歐陽擎，表面女性化卻愛美女的大倉，還有長得很臭老，不許人家叫他泰迪熊的力仁。
由於經費短缺，身為現任學校財務長的思樂，開始省水省電，什麼都省。惹惱了琉璃準備要退學。但知道情況的海棠，卻希望這所從小就嚮往的國光藝校能夠重振往年雄風，於是與其他同學商量，希望能拯救學校。第一個站在她這邊的，竟然是正熙。但當裘正熙問她有什麼搶救計劃時，她卻什麼也說不出來...。
　
就在大家一陣茫然，海棠無意間看到了庹宗康、屈中恆及孫鵬的新節目預告，眼睛一亮。海棠提議找最紅的國光三人幫來一起搶救母校。
海棠想要搶救學校的熱情終於感染了其他人。於是他們興沖沖地去找屈中恆，卻見屈中恆準備要去美國拍戲。大家又去找正在打高爾夫球的孫鵬。結果發現孫鵬根本對搶救學校這件事完全沒心。最後，大家把希望寄託在開pub的庹宗康身上。
庹宗康一聽到這件事，第一個感覺就是麻煩，忙找藉口請他們離開。最後是正熙提議要用計。於是他們擬了一份合約，找來如真幫忙把庹宗康灌醉，趁庹宗康醺醉之馀，讓庹宗康在搶救母校的合約上簽了字，讓庹宗康賴也賴不掉。庹宗康自然很後悔，於是想到一個閃避的方法，國外度假！
藍色的海，白色的沙，庹宗康徜徉在世外桃源，正當得意自己的計謀得逞，卻意外看到一排國光的後輩站在面前要接他回去。這下子，庹宗康也只有認了。
但要如何搶救母校，庹宗康沒有想法，然而無意中，大家談起現在的超級大明星季雪唯。愛吹噓的庹宗康表示自己和季雪唯很熟，其實從來沒有見過面。結果被大家重托要把季雪唯找來。
庹宗康懷著沉重的心情跟孫鵬一起錄影。孫鵬原本不願幫忙，但由於之前不小心中了海棠的'詛咒'，突然一路倒霉到不行，為了不讓詛咒再現，便在庹宗康面前打包票，因為季雪唯的經紀人GINA與他老婆相熟，他出馬絕對搞定。
然而被GINA嚴厲拒絕後，孫鵬不敢告訴庹宗康實情，於是含糊表示季雪唯第二天會到學校。待大家在門口滿懷期待地等著歡迎季雪唯，時間過去，卻不見踪影。大家開始懷疑庹宗康其實沒有大家想的那麼吃得開時，季雪唯出現了。
然而季雪唯卻從頭到尾對庹宗康視而不見，原來在她十五歲那年，與庹宗康有一段不愉快的過往。然而庹宗康並不認得眼前的大明星竟是當年他在麵包店逮到的順手牽羊的小偷。雖然季雪唯有意接近國光藝校的目的是為了要報復庹宗康，然而隨著與大家和庹宗康的相處，與庹宗康漸漸產生似有若無的情愫.........
隨著這個搶救母校的過程，每個人，每個角色都有著自己的秘密與故事.........

## 演員列表

### 主要演員
| 演員   | 角色   | 介紹 | 登場 |
| 屈中恆 | 屈中恆 | 金馬獎影帝，目前在戲劇界、主持界都有他的身影，為人隨和，為想進軍美國演藝圈，不惜離開台灣與知名大導演合作，老藝校六期生。 |      |
| 孫鵬   | 孫鵬   | 早年國光藝校出身的榮譽校友。在演藝圈內以戲劇與主持紅遍大街小巷，如今是位知名的演員，個性精明幹練，外冷心熱，老藝校三期生。國光藝校的學弟妹找上他拯救學校，但他卻........。 |      |
| 庹宗康 | 庹宗康 | 早年國光藝校出身的榮譽校友。在演藝圈如今是有名的人物，經營夜店，更是有一套。雖然身材比當年成為偶像歌手時還要寬廣一點，不過身邊的女友卻一個比一個年輕，十分滿足現在的人生，直到國光藝校的小學弟小學妹找上門，請求他搶救母校。他驀然發現，他人生最大的災難才要從此開始。 |      |
| 趙舜   | 徐恭良 | 國光藝校的校長，是個什麼都好的好好先生。除了當校長外，有時也做清潔工。沒有什麼演藝專長，但卻憑著對教育的熱忱，努力撐住這個即將壽終正寢的學校，所以把國光精神發揚光大成了他人生最大的目標。 |      |
| 九孔   | 邵一軍 | 國光藝校教官。由於軍人出身，嚴以律己，也嚴以律他人。在別的學校當教官時，因為過分嚴厲，遭學生蒙布袋痛打一頓後，竟得了某種失憶症，也就是短期記憶出了問題，所以思想總停留在發禁時期，一天到晚要學生剪頭髮，裙子不能過短等等。這同時邵一軍更以悍衛學校安全為己任，直到學校數次因他的早發性阿茲海默症發作，讓宵小入侵學校，才願意讓學校另外再請警衛。                                                                   |      |
| 范筱梵 | 徐思樂 | 國光藝校校長的女兒，學校的財務長。會計出身的她，做事一絲不笱，個性嚴謹，老嚷著破壞成本，賣學校才是解決財務危機的最佳之道，其實內心善良，只是壞人做慣了，不善表達內心真正的情感。對自己的外表沒自信，所以總是戴著一副黑邊厚眼鏡，穿著保守。曾經暗戀過偶像時期的庹宗康，再次看見庹宗康時，雖然嚇一跳，不過深埋在心的暗戀卻不知不覺死灰復燃。由於說到數字，隨時都能變出一部計算機，所以被學生取了個綽號叫「神算子」。 |      |
| 蔡淑臻 | 季雪唯 | 天后級偶像歌手，本名張美華。有著一段灰暗的過去，及與庹宗康一段不愉快的過往。所以對庹宗康始終懷有敵意，會參與搶救國光藝校的行動，也是抱著要庹宗康好看的心態。然而隨著搶救過程的相處，她與庹宗康之間不知不覺發展出若有似無的情愫。 |      |
| 許嘉凌 | 萬海棠 | 美國華僑。受到母親的影響，一心嚮往進國光藝校就讀，成為一名優秀又出名的演員，沒想到一進來學校，就發現與夢想中的完全不同。但不輕易放棄的她，很快就鼓舞學校士氣，重振國光藝校。故事就是從她開始。 |      |
| 彭康育 | 裘正熙 | 孤傲冷漠，不習慣與人親近，遇事冷靜。自小與家人不睦，由於在中學時作弊，與老師發生爭執後，成為中輟生，並與不良幫派廝混，因搶劫校長被抓，而被送進少年輔育院，最後被校長收容來國光藝校。頗有音樂創作的天份。 |      |
| 夏如芝 | 喵子   | 本名胡安姬，害羞自閉，不敢跟人直接溝通，總是抱著一隻貓，跟貓講話。也是透過跟貓才能跟他人溝通。但是只要遇到好的音樂，總會投入地抱著貓翩翩起舞。頗有舞者的潛質。 |      |
| 林筱筠 | 闕琉璃 | 漂亮，個性卻偏激不合群，總是埋頭看各種書籍，不願多話，表面雖冷漠，內心卻是激昂澎湃。由於小時候被一向所依賴的母親所遺棄，從此以後，不再相信人與人之間的關係。編寫故事十分有一套。 |      |
| 陳秋程 | 歐陽擎 | 家境富裕，不愛唸書，玩心極重的富家子弟。會到國光藝校是因為不需要讀太多文字的東西。十分自我，明白自己生得體面，於是便自以為瀟灑，總以男主角自居。不過對待女生總是十分紳士，喜歡叫寶貝。不管是老是少是美是醜，總是一付大情聖的態度。表演欲強，是有慧根的未來演員。 |      |
| 張力仁 | 張力仁 | 不顧家中反對，一心想要成為出名藝人的少年，但由於發育過好，總被人誤會已經二十七八歲。長得高壯，外加點肥胖，很難想像是個街舞高手。雖然有個叫『Teddy』的英文名字，卻最恨別人叫他『Teddy Bear』(泰迪熊)，或者是跟熊有關的，這會讓他受不了。 |      |
| 陳威翰 | 高大倉 | 雖然長得不算矮，但跟男生比起來，是永遠矮了一點。外加帶女性化的輪廓，及中性的穿著，常常被人誤會是『女生』。也因為這樣，總是希望能找到高大威猛的武術老師，來教他成為真正的『男子漢』。最恨的是聽到別人叫他『高大倉小姐』。 |      |

### 其他演員
| 演員   | 角色   | 介紹 | 登場 |
| 陳德容 | 林蘭芷 | 年輕時是一個臉戴近視眼鏡，又土又俗的女學生，沒想女大十八變，長大後變成一位英姿煥發、抓拿搶匪絕不手軟的女警官，年輕時曾暗戀孫鵬，但被孫鵬拒絕，沒想到多年後與孫鵬再次相遇，讓孫鵬驚為天人，於是孫鵬開始對她展開追求。 |      |
| 謝麗金 | Gina   | 雪唯的經紀人。以把雪唯的事業推到高峰為己任。對於雪唯全心投入搶救國光藝校及與庹宗康隨即會發生的感情很不認同，總是想盡辦法要拉雪唯脫離這一幫人。 |      |
| 許慧欣 | 唐雅桐 | 某所國立大學校花。家境富裕，美麗溫柔，善良又有氣質，有品味，是一個完美到不行的名媛。是當年庹宗康、孫鵬和屈中恆的初戀對象。三人救了她的小外甥佑佑。因而結識。有一個又高又帥，事業又有成的完美未婚夫，Jack。兩人是人稱人羨的金童玉女，因此才讓當年的庹宗康、孫鵬和屈中恆打消了追求的念頭，成為三人內心一段只能成追憶的往事。 |      |
| 賈欣惠 | 程玉晶 | 國光藝校的舞蹈老師，但是卻老是教學生瑜珈。熱中做直銷，所以只要一有空，就灌輸學生直銷概念。講到學生都會背了。曾是出色的舞者，但由於發生意外受傷，無法繼續跳舞， 但內心對舞蹈仍有一份連自己也不知曉的熱愛。 |      |
| 乾德門 | 馬爺爺 | 國光藝校從十幾歲就在國光藝校當校工至今的博物館級老校工。已經做不動粗重工作，但校長徐恭良不忍心開除他。不過雖然行動遲緩，說話也慢半拍，但心卻不迷糊，對於不想听的事，就耳聾得厲害。總會幽靈似地出現在學生背後。 |      |
| 周嘉麗 | 林蔡梅 | 國光藝校的校醫兼正音老師。其實講的是台灣國語。對學生頗關心，不時會碎碎念，雖是校醫，在保健室卻喜歡穿跟女兒一樣的護士服，然而面對這群為學校而努力的學生，在她內心深處卻懷著一個不為人知的秘密。對於她'碎碎念'的功力，學生個個折服，所以不敢為她取綽號。                                                                     |      |
| 曾莞婷 | 林如真 | 國光藝校的波霸護士。駐守在保健室。是校醫兼正音老師的林蔡梅的女兒。總是穿著引人遐想的白色護士裝，聲音總是輕緩溫柔，認為世界沒有壞人，做壞事的人其實是發出需要救贖的呼喊。總是有一套自以為是的論調，以拯救世界為己任。學生卻給她一個很俗的綽號叫「ㄋㄟ茶」。                                                                 |      |
| 劉序浩 | 丁天龍 | 國光藝校的武術兼國文的教師。全國散打冠軍王。長得勇猛精壯，但聲音卻出奇輕柔，天生多愁善感，常常在操場上打得生龍活虎，但一念到詩句就馬上含淚哽咽，並且怕貓。所以學生送他一個名號叫做「娘子軍」。 |      |
| 黃泰安 | 雨傘俠 | 真實姓名不詳，只知是位阿達先生。常常穿著雨衣站在校門口，為學校指揮交通。 |      |
| 鄭志偉 | 校警   | 保全公司派到學校的警衛，因看不起常健忘的教官，所以常與教官發生口角。 |      |